# カイマコト
カイマコト（12月12日 - ）は、日本の漫画家。宮崎県出身。

## 経歴
1996年、『新必殺たけぞうさま』で第4回ボンボン新人まんが大賞の特別奨励賞を受賞。この作品が『コミックボンボン』1996年夏休み増刊号（講談社）に掲載されデビュー。以後『ボンバーマンバクレツ学校大戦争』『バカ殿様でございます』『クロスハンター』などを連載していたが、いずれの作品も単行本として出版されていない。
『コミックボンボン』2002年6月号のワールドカップ特集の4コマ漫画で「サッカー日本代表ガンバレ〜!」の掲載を最後に漫画を掲載しなくなった。また、作者自身の公式ホームページがあったが、2002年6月9日に作者が多忙のため更新作業ができなくなることが書かれており、それ以降更新が止まり削除された。これ以降漫画家としての活動は現在に至るまでなく、消息不明となっている。

## 人物
- 好きな食べ物は焼きそば、トマトジュース[1]。
- 趣味は映画、ゲーム、おいしい料理を食べにいくこと[1]。
- 好きなゲームは『ファイナルファンタジーシリーズ』[4]。
- カイマコトの活動停止後の後年、イラスト講師で元作家のダテナオトが同一人物であるとする言説が広まったが、ダテナオト本人が否定している[5]。(ダテナオトは1977年生まれであり、カイマコトのデビュー年である1996年当時は19歳となり、符合しない。)

## 作品リスト

### 漫画作品
- 新必殺たけぞうさま（『コミックボンボン』、1996年夏休み増刊号）
- ボンバーマンバクレツ学校大戦争（『コミックボンボン』、1998年11月号 - 1999年5月号）
- ボンバーマンバクレツ学校大戦争（正文社出版）
- バカ殿様でございます（『コミックボンボン』、1999年9月号 - 2000年2月号）
- TARGETそのときおれは…（『ペンギンクラブ山賊版』、2000年4月号）
- クロスハンター（『コミックボンボン』、2000年8月号 - 2001年10月号）

### ゲーム
- クロスハンター（2001年） - キャラクターデザイン